# سلاطین خیابان ۲
سلاطین خیابان ۲: موتورسوار شهر (به انگلیسی: Street Kings 2: Motor City) یک فیلم اکشن و دلهره‌آور آمریکایی محصول سال ۲۰۱۱ با بازی ری لیوتا و کارگردانی کریس فیشر است. این فیلم دنباله‌ای مستقل بر فیلم سلاطین خیابان با بازی کیانو ریوز در سال ۲۰۰۸ محسوب می‌شود. این فیلم در ۱۹ آوریل ۲۰۱۱ به صورت فیلم ویدئویی در ایالات متحده منتشر شد.
داستان فیلم در دیترویت به جای لس آنجلس می‌گذرد و فقط کلیفتون پاول بازمی‌گردد، البته این بار با درجه کارآگاه تایرون فاولر به جای گروهبان گرین. با این حال، به موضوعات مشابهی از فساد پلیس و تحقیقات در امور داخلی می‌پردازد که در فیلم اول دیده شد.

## تولید
این فیلم در دیترویت، میشیگان می‌گذرد، جایی که در ۴۹ روز، از ۲۰ می تا ۸ ژوئیه ۲۰۱۰ فیلمبرداری شد.

## داستان
مارتی کینگستون یک کارآگاه کهنه‌کار است که در بخش مواد مخدر در کنار شریک زندگی خود سال کوئینتانا و دو دوست دیگر، تایرون فاولر و جیمی روگان کار می‌کند. واحد آنها یک باند دوچرخه سواری نئونازی به نام اتحاد سفید را سرنگون می‌کند. آنها سپس بیش از یک میلیون دلار پول مواد مخدر را به چهار راه تقسیم کردند. مدتی بعد نشان داده می‌شود که کوئینتانا به یک پلیس فاسد تبدیل شده است که مرتباً به بهانه «حفاظت» از یک باشگاه استریپ محلی اخاذی می‌کند. یک شب، کوئینتانا در حین جمع‌آوری هزینه‌اش، ناگهان توسط یک قاتل کلاهدار در کمین قرار می‌گیرد و کشته می‌شود.
یک روز پس از تشییع جنازه او، ستوان واکر، مافوق مارتی، او را با یک شریک جدید، دن سالیوان، مأمور کرد تا در مورد قتل کوئینتانا تحقیق کند و قاتل او را زنده یا مرده بگیرد. آنها به کلوپ استریپ استریپ که او مرتباً از آن بازدید و اخاذی می‌کرد می‌روند و از صاحبش فهمیدند که با دوستش پول جمع‌آوری می‌کرده است که او آنرا «بزرگ، سیاه و ترسناک» توصیف می‌کند.